# Drăgănești (Neamț)
Drăgănești es una comuna ubicada en el distrito de Neamț, Rumania.

## Superficie
Posee una superficie de 26,50 kilómetros cuadrados.

## Demografía
Hasta 2021 la población era de 1533 habitantes, con una densidad de población de 57,85 habitantes por kilómetro cuadrado.